# Cappelle-Brouck
Cappelle-Brouck là một xã ở tỉnh Nord trong vùng Hauts-de-France, Pháp.